# Inmigración turca en Colombia
La inmigración turca en Colombia es el movimiento migratorio  desde la Turquía hacia Colombia.

## Historia
A finales del siglo XIX y principios del siglo XX, el Líbano, Siria y Palestina eran territorios que pertenecían al Imperio Otomano. La mayoría de los inmigrantes que huyeron de la represión del Imperio Otomano turco y las dificultades financieras a Colombia, fueron clasificados como turcos debido a que sus pasaportes fueron emitidos por el Imperio Otomano y la mayoría de estos inmigrantes eran principalmente cristianos y musulmanes maronitas.
No obstante, los turcos étnicos del Imperio Otomano continental emigraron a Colombia con otros inmigrantes del Medio Oriente, como judíos sefardíes, libaneses, sirios, palestinos, armenios y varios israelíes, pero no fueron numerosos en comparación con los árabes que escaparon de la persecución y las creencias religiosas en Números más grandes. A pesar de esto, se integraron rápidamente en la sociedad colombiana al introducir la cultura y el idioma turco en el país.

## Cultura
Según la Universidad Nacional de Colombia, el idioma turco es un contexto académico para los estudiantes que están motivados para aprender el idioma.